# Caridina mongziensis
Caridina mongziensis is een garnalensoort uit de familie van de Atyidae. De wetenschappelijke naam van de soort is voor het eerst geldig gepubliceerd in 1987 door Liang, Yan & Z.-Z. Wang.